# Entre les murs
Entre les Murs (pt: A Turma / br: Entre os Muros da Escola) é um filme francês vencedor da Palma de Ouro do Festival de Canes em 2008. A história baseia-se no livro homônimo escrito por François Bégaudeau, que além de escritor, é também professor. O diretor Laurent Cantet convidou-o a estrelar o filme juntamente com um elenco formado por não-atores. Durante sete semanas  as filmagens aconteceram no interior de uma escola no subúrbio de Paris. O resultado desse trabalho foi um filme exibido nos cinemas de quarenta e quatro países entre maio de 2008 e agosto de 2009 e presente em quatorze festivais de cinema.

## Prêmios e indicações
O filme recebeu sete premiações e oito nomeações nos Estados Unidos e na Europa nos anos de 2008 e 2009.

### Prêmios
| Prêmio                    | Ano  | Premiação                | Categoria                             | Indicado                                         | Resultado |
| ------------------------- | ---- | ------------------------ | ------------------------------------- | ------------------------------------------------ | --------- |
| Festival de Canes         | 2008 | Palma de Ouro            | Melhor Filme                          | Laurent Cantet                                   | venceu    |
| Image Awards              | 2009 | Image Award              | Melhor fotogafia em filme estrangeiro |                                                  | venceu    |
| César Awards              | 2009 | César                    | Melhor roteiro adaptado               | François Bégaudeau Robin Campillo Laurent Cantet | venceu    |
| Independent Spirit Awards | 2009 | Independent Spirit Award | Melhor filme estrangeiro              | Laurent Cantet                                   | venceu    |
| Lumiere Awards            | 2009 | Lumiere Award            | Melhor filme                          | Laurent Cantet                                   | venceu    |
| Lumiere Awards            | 2009 | World Audience Award     |                                       | Laurent Cantet                                   | venceu    |
| Étoiles d'Or              | 2009 | Étoile d'Or              | Melhor filme                          | Laurent Cantet                                   | venceu    |